# Lake Cowan
Lake Cowan är en sjö i Australien. Den ligger i delstaten Western Australia, omkring 570 kilometer öster om delstatshuvudstaden Perth. Lake Cowan ligger 264 meter över havet. Arean är 751 kvadratkilometer. Den sträcker sig 66,9 kilometer i nord-sydlig riktning, och 47,6 kilometer i öst-västlig riktning.
Omgivningarna runt Lake Cowan är i huvudsak ett öppet busklandskap. Trakten runt Lake Cowan är nära nog obefolkad, med mindre än två invånare per kvadratkilometer. Genomsnittlig årsnederbörd är 390 millimeter. Den regnigaste månaden är november, med i genomsnitt 71 mm nederbörd, och den torraste är april, med 10 mm nederbörd.